# Prótesis ocular

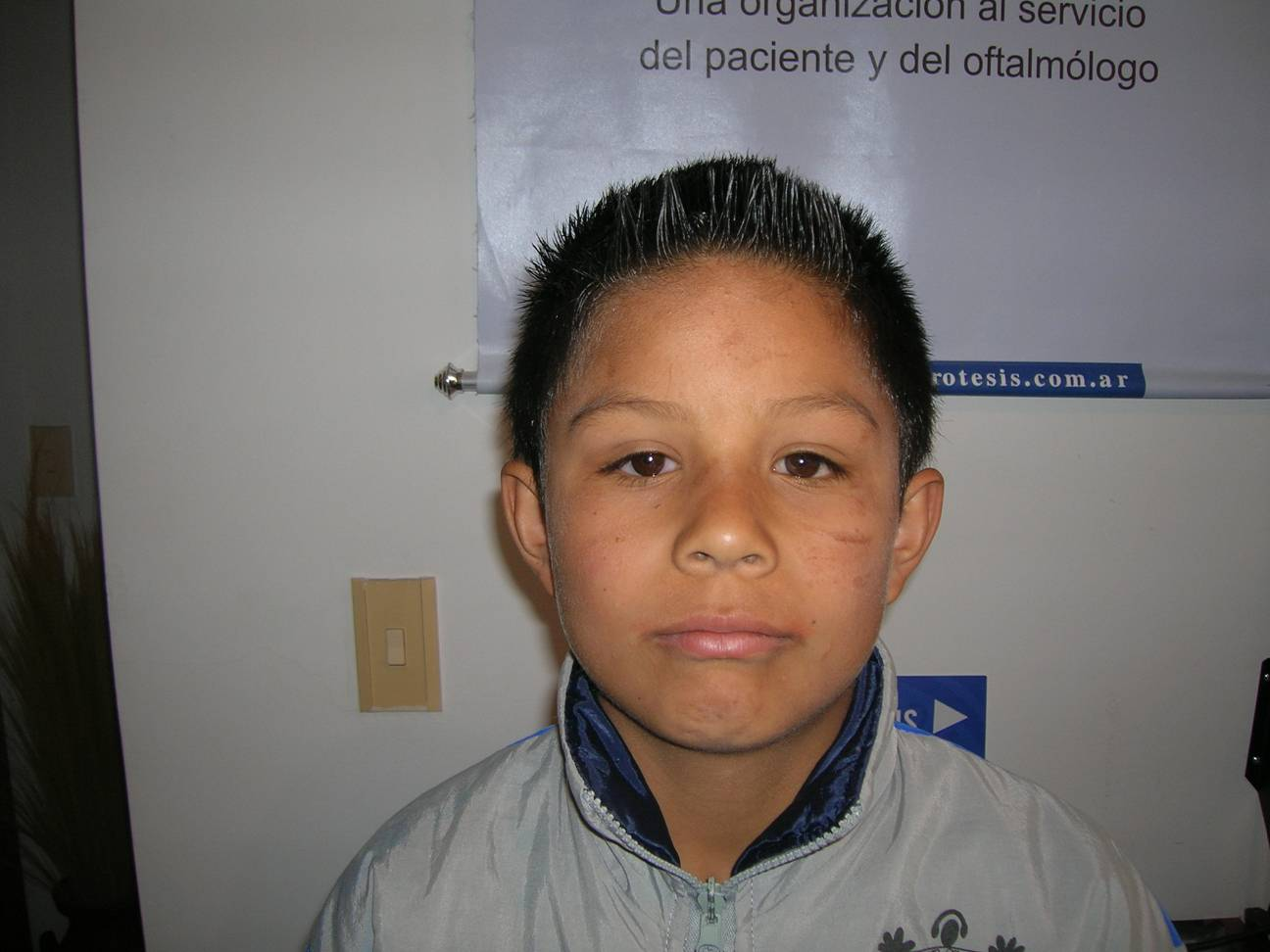
Niño que sufrió un Retinoblastoma (Cáncer en la retina) se le extirpó el globo ocular y luego se le adaptó una prótesis.

La prótesis ocular es el reemplazo estético del ojo, por la falta total o parcial del mismo, en personas que han sufrido un traumatismo o enfermedad grave en dicho órgano que ha obligado a su extirpación. Su uso es externo y es manejada por los mismos usuarios. En la actualidad la mayoría de las prótesis oculares se fabrican con un material conocido como polimetilmetacrilato (PMMA) y en menor medida con resinas de fotocurado, excepto en algunos talleres de Alemania y Austria donde aún se siguen haciendo de vidrio.
En la mayoría de los países son elaboradas de forma artesanal por un profesional ocularista quien además realiza el trabajo de la adaptación al paciente.

## Historia
El ejercicio de esta especialidad tiene sus inicios en países de Europa como Francia y luego Alemania, y el siglo XVIII marca el principio de la profesión ocularística, tal como se conoce hoy en día. Se utilizaban diferentes materiales para la confección de los ojos artificiales pero el cristal fue el mejor tolerado por los pacientes.
El ocularista francés Boissonneau fue quien finalmente formuló el término "Ocularista" para la persona que hacía los ojos y "Ocularística" a la profesión en sí misma. Su labor tuvo fuerte influencia en el desarrollo de esta ciencia en Europa y América, tanto que Boissonneau proveía de prótesis y viajaba a diversos pueblos y ciudades de Europa para atender a los pacientes.
A comienzos del siglo XIX como resultado de esta especie de monopolio francés, muchos cirujanos oftalmólogos alemanes comenzaron a buscar un sustituto más económico y a ser posible de fabricación alemana; como consecuencia en 1835 en Lauscha, Turingia un joven llamado Ludwing Müller-Uri, de profesión soplador de vidrio que fabricaba ojos para muñecas, copió algunas técnicas de los franceses y desarrolló su propio método de pintar los iris. Un sobrino de Ludwing Müller, Friedich Adolf Müller que practicaba la profesión desde 1855 logró interesantes progresos en las técnicas y más tarde desde Lauscha se radicó en la ciudad de Wiesbaden.
Ya en el siglo XX, después de las dos guerras mundiales Estados Unidos se hizo fuerte en la fabricación de ojos de acrílico, desplazando cada vez más al vidrio como material. En 1958 se fundó la American Society of Ocularists (A.S.O) que reúne a los ocularistas de ese país y regula sus actividades.
En Argentina hacia 1950 un óptico alemán, el Sr. Klaus Pförtner, le dio gran empuje a esta actividad fabricando prótesis primero de vidrio y luego de Polimetilmetacrilato.

## Ocularista
Según la definición de la A.S.O. (Sociedad americana de Ocularistas) un ocularista es un técnico cuidadosamente entrenado experto en el arte del armado, formación y pintado de las prótesis oculares. Además de crear la prótesis, el ocularista demuestra el paciente cómo manejarla y el cuidado de la prótesis, y proporciona cuidado a largo plazo a través de exámenes periódicos.

## Colocación - extracción
Las maniobras para poner y quitar una prótesis ocular consisten en la realización de una secuencia de movimientos sencillos pero específicos. El uso de la ventosa facilita dichas maniobras, aunque en la mayoría de los casos no resulta imprescindible para retirar o poner una prótesis correctamente.    

## Tipos de prótesis
- Prótesis ocular doble o simple

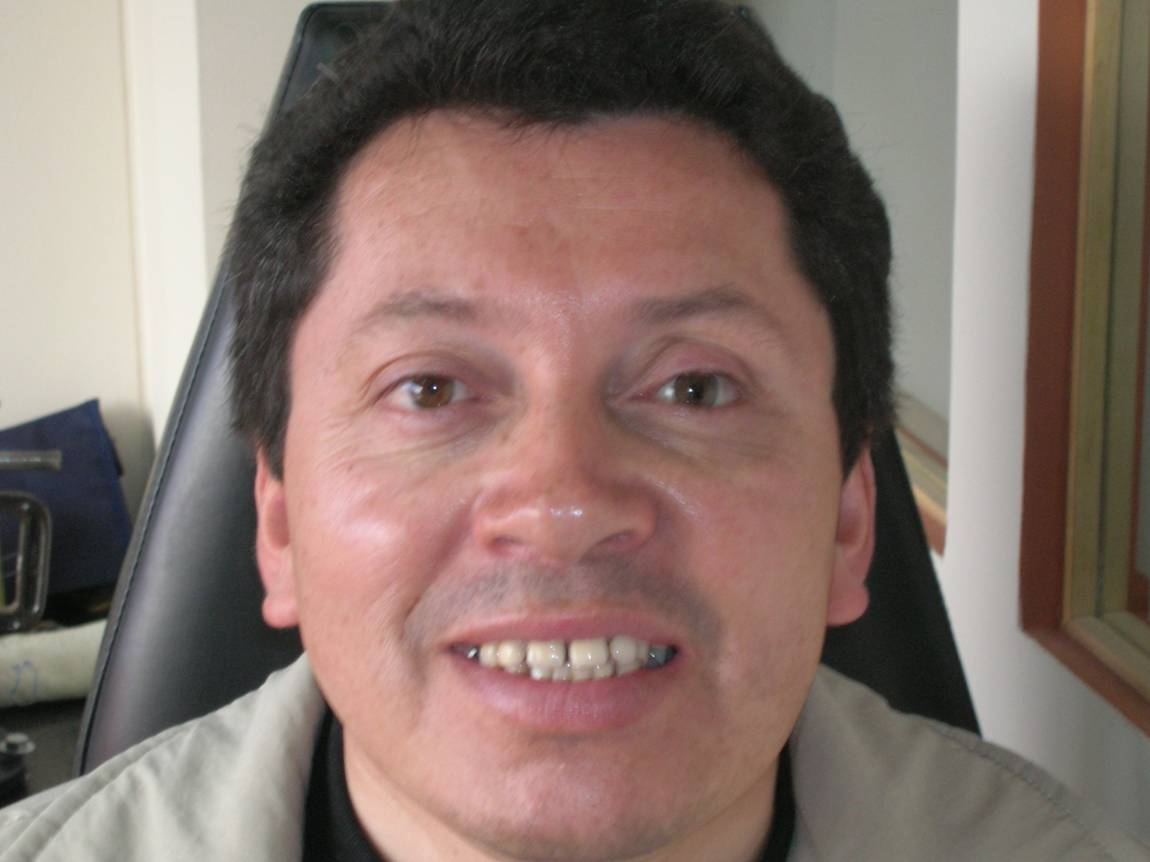
Paciente con cascarilla en el ojo izquierdo.

Su nombre está dado por su espesor y su fabricación se realiza a partir de un iris pintado a mano. 
Se adaptan mayormente en los casos de enucleación y su espesor depende de la profundidad de la cavidad orbitaria (espacio dejado por la extracción del globo ocular).
- Cascarillas cosméticas o conchas esclerales (Scleral shell)

Estas difieren de las anteriores en su espesor bien delgado y son pintadas sobre el mismo material. 
Se indican en casos de que el paciente tenga el ojo aunque retraído (phtishis bulbis) o cuando una lente de contacto cosmético no tenga posibilidades de adaptación.
- Conformadores

Son prótesis provisorias de color blanco o transparente, que como su nombre lo indica se utilizan para conformar la cavidad hasta que posteriormente se lo reemplace por la pieza definitiva.

## Adaptación al paciente
Al comenzar la adaptación de prótesis, el particularista debe prestar atención a diversos aspectos: el trato con el paciente, la verificación del estado de la cavidad, la toma de medidas y la evaluación del resultado final
Es importante explicarle al paciente detalladamente cada proceso y ser bien claro cuando haya algún detalle que técnicamente no pueda ser mejorado con la prótesis; porque si la persona entiende que tipo de trabajo se le realizará, es muy probable que preste una buena predisposición para el éxito de la adaptación y así lograr un resultado satisfactorio en su estética final.

### Molde de la cavidad
Para elegir la medida del molde de la prótesis se puede realizar por 2 sistemas.
•Toma de impresión: con esta técnica se logra una copia fiel de la cavidad del paciente, mediante un procedimiento similar a las impresiones para toma de molde de los dientes.
• Visualización o técnica empírica: consiste en una exhaustiva observación de la topografía de la cavidad y utilizando una prótesis de diagnóstico se busca lograr un contra molde de la cavidad y estudiar cómo aprovechar el movimiento al máximo con la pieza protética, con la ayuda del uso de la cera para corregir anomalías de la cavidad.
Se debe realizar por un particularista experto, caso contrario sus resultados pueden no ser muy eficaces.

### Evaluación final
Cuando se considera que se ha concluido el trabajo de la prótesis definitiva, debe reunir los siguientes requisitos: 
• Apertura de los párpados similar en ambos ojos. 
• Pliegue orbitario superior conformado, observando cuidado que la apariencia estética del lado de la prótesis no quede más abierta que el ojo sano.
• Desplazamiento lateral de la prótesis acorde con el movimiento de la cavidad. 
• Observar que el color del iris, la escalera (parte blanca) y los vastos sean iguales al ojo sano.

## Cuidados

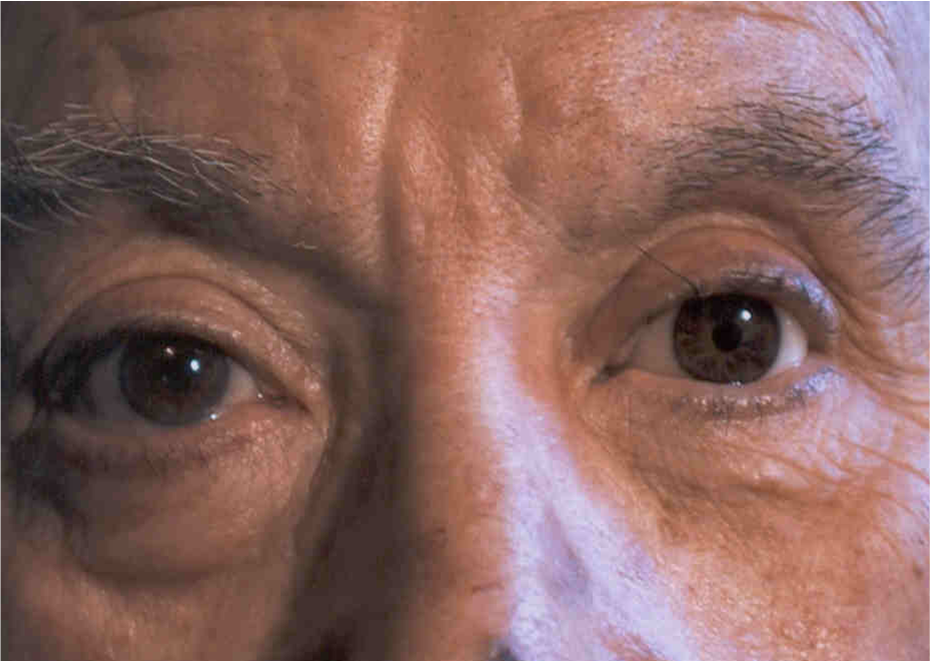
Muestra de un paciente de 70 años con prótesis ocular adaptada en lado izquierdo.

Nunca se debe retirar la prótesis por varios días ya que la cavidad se puede contraer y al intentar colocarse la misma puede presentar dificultades para hacerlo o no lograrlo.
Para la limpieza de la prótesis se puede utilizar los líquidos para lentes de contacto flexibles o de gas permeable, que pueden ser un limpiador y humectante o un multipropósito que cumple ambas funciones de limpieza y humectación. 
Se recomienda retirar la prótesis todos los días para limpieza de la cavidad y/o el ojo, pero esta indicación no es general para todas las personas porque algunas cavidades son más sensibles que otras y el hecho de remover diariamente la prótesis puede producir mayores molestias; es decir que el profesional orientará a cada paciente sobre cual es la mejor indicación para cada caso en particular.
Es importante tener en cuenta que es común que aparezca una secreción (similar a una “lagaña” espesa) que no debe alarmar al paciente dado que al principio es normal que esto suceda.Cuando aparezcan cuadros de resfrío o gripes esta secreción puede incrementarse.

## Duración de la prótesis
No hay respuesta definitiva para esta pregunta, siendo distinto en los niños cada 1 o 2 años (según el crecimiento de éste) y en adultos se recomienda el cambio entre los 3 y 5 años.
Además de la desactualización estética (habitualmente el párpado más cerrado), se denota la necesidad del recambio porque ya no presenta el mismo confort que cuando es nueva y se suele incrementar la secreción.
La duración y desgaste del material también puede variar de una persona a otra.

Prótesis ocular

## Implantes orbitarios
En aquellos casos donde una persona sufre la pérdida total o parcial del globo ocular (ocasionada por un traumatismo o enfermedad) en su lugar se puede colocar un implante orbitario ocular, que habitualmente es insertado por el cirujano en el momento de la cirugía, ya sea de enucleación o evisceración.
Si bien estos elementos son considerados prótesis porque reemplazan un órgano humano, su denominación habitual es Implantes orbitarios.
Existen distintos tipos de implantes orbitarios: 
- Polietileno poroso
- PMMA
- Silicona
- Hidroxiapatita

Su función es:
- Rellenar el espacio dejado por la extracción del globo ocular.
- Permitir un mejor movimiento de la prótesis ocular que se coloca posteriormente sobre el muñón o implante.

## Antecedentes
Desde que se describieron las técnicas de enucleación y evisceración ocular, muchos autores han desarrollado un sinfín de modificaciones, tanto en las técnicas quirúrgicas como en los materiales utilizados para constituir un muñón que permita una pieza más perfecta en cuanto a movilidad y prominencia.
Sobre la base de la experiencia y seguimiento de pacientes a lo largo del tiempo, se pueden resumir los principales inconvenientes que presentaban: expulsión, desplazamiento, infecciones, deformación de sulcus, entre otros.
Por esto, permanentemente se trata de lograr un material que reduzca las posibilidades de presentar estos problemas.

## Implantes porosos

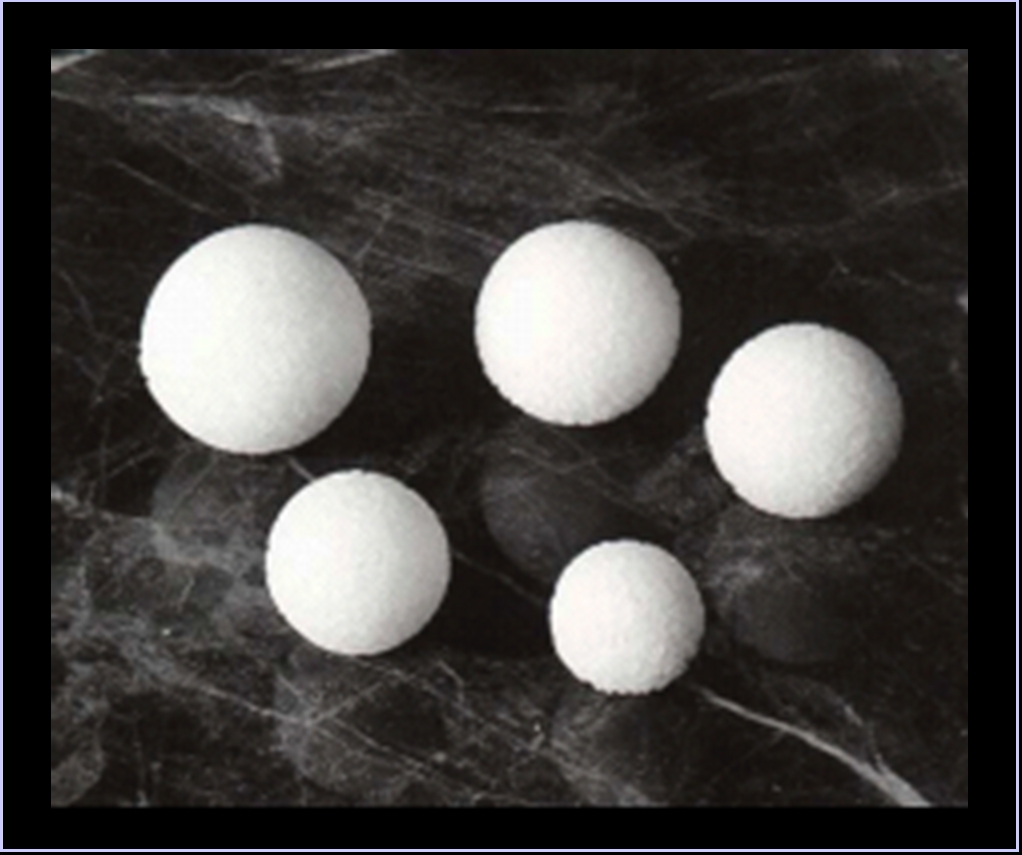
Las esferas de enucleación se presentan en diferentes medidas

En 1989 en USA luego de 5 años de prueba en animales la FDA aprueba la Hidroxiapatita como material para uso en implantes oculares, fue presentado por la compañía I.O.I. (Integrated Orbital Implants)
Luego en 1994 la compañía Porex Surgical Inc (Georgia, EE. UU.) presentó un implante de polietileno de alta densidad, que se conoció mundialmente por el nombre comercial de MEDPOR.
Años más tarde en Molineaux] (Francia) la empresa FCI desarrolló la Alúmina (o biocerámica) otro material poroso sintético.
La principal característica de dichos materiales era que la porosidad permitía el crecimiento de tejidos por dentro del implante.
En 2012 a nivel mundial éstos implantes porosos no están siendo muy utilizados.

## Implantes de PMMA
Además de la hidroxiapatita y el polietileno de alta densidad, en Sudamérica desde 1960 hasta la actualidad se utilizan las esferas de PMMA (con o sin perforación) con un resultado bastante aceptable, siendo su función muy similar y un costo significativamente más bajo que los implantos porosos.